# 츠키우타
츠키우타。(일본어: ツキウタ。)는 일본의 회사 무빅(Movic)에 발매한 캐릭터 CD드라마다. TV 애니메이션화는 2016년 7월부터 9월까지 도쿄 MX와 BS11에서 제1기가 방영되었으며, 2018년 11월에 제2기의 제작이 발표되어, 2020년 10월부터 12월까지 방영되었다.

## 등장인물

### Six Gravity (식스 그라피티)
시와스 카케루 (師走 駆)
성우 : 카지 유우키
12월 캐릭터.
무츠키 하지메 (睦月 始)
성우 : 토리우미 코스케
1월 캐릭터.
키사라기 코이 (如月 恋)
성우 : 마스다 토시키
2월 캐릭터.
야요이 하루 (弥生 春)
성우 : 마에노 토모아키
3월 캐릭터.
우즈키 아라타 (卯月 新)
성우 : 호소야 요시마사
4월 캐릭터.
사츠키 아오이 (皐月 葵)
성우 : KENN
5월 캐릭터.

### Procellarum (프로세라룸)
미나즈키 루이 (水無月 涙)
성우 : 아오이 쇼타
6월 캐릭터.
후즈키 카이 (文月 海)
성우 : 하타노 와타루
7월 캐릭터.
하즈키 요우 (葉月 陽)
성우 : 카키하라 테츠야
8월 캐릭터.
나가츠키 요루 (長月 夜)
성우 : 콘도 타카시
9월 캐릭터.
칸나즈키 이쿠 (神無月 郁)
성우 : 오노 켄쇼
10월 캐릭터.
시모츠키 슌 (霜月 隼)
성우 : 키무라 료헤이
11월 캐릭터.

### 플루나 (Fluna)
히지리 크리스 (聖 クリス)
성우 : 카네모토 히사코
12월 캐릭터.
하나조노 유키 (花園 雪)
성우 : 이마이 아사미
1월 캐릭터.
키사라기 아이 (如月 愛)
성우 : MAKO
2월 캐릭터.
모모사키 히나 (桃崎 ひな)
성우 : 오오쿠보 루미
3월 캐릭터.
토가와 치사 (兎川 千桜)
성우 : 노나카 아이
4월 캐릭터.
유우키 와카바 (結城 若葉)
성우 : 우치야마 유미
5월 캐릭터.

### 셀레아스 (Seleas)
테라세 유노 (照瀬 結乃)
성우 : 사토 리나
6월 캐릭터.
히메카와 미즈키 (姫川 瑞希)
성우 : 이시가미 시즈카
7월 캐릭터.
모토미야 마츠리 (元宮 祭莉)
성우 : 오오츠보 유카
8월 캐릭터.
아사기리 아카네 (朝霧 あかね)
성우 : 후쿠하라 카오리
9월 캐릭터.
이치사키 레이나 (伊地崎 麗奈)
성우 : 쿠로사와 토모요
10월 캐릭터.
텐도인 츠바키 (天童院 椿)
성우 : 우에사카 스미레
11월 캐릭터.

### 매니저
통칭 「매츠스(マネズ)」.
츠키시로 카나데 (月城 奏)
성우 : 야마나카 마사히로
Six Gravity(식스 그라피티)의 매니저.
쿠로츠키 타이 (黒月 大)
성우 : 마미야 야스히로
Procellarum(프로세라룸)의 매니저.

## 같이 보기
- 츠키노 예능 프로덕션